# Sergueï Goussev-Orenbourgski
Sergueï Goussev-Orenbourgski (en russe : Сергей Иванович Гусев-Оренбургский), né le 5 octobre 1867, à Orenbourg, dans l'Empire russe, et mort le 1er juin 1963, à New York, aux États-Unis, est un écrivain russe.

## Biographie
Goussev-Orenbourgski naît à Orenbourg dans une famille de cosaques de l'Oural. Après ses études au séminaire, il est ordonné prêtre. En 1904, il écrit l'une de ses meilleures œuvres, Le Pays des pères. Après six années de prêtrise, il renonce au sacerdoce et consacre sa vie à sa carrière d'écrivain. Il est un des auteurs les plus populaires de la période précédant la Révolution d'Octobre et fait partie du groupe littéraire Sreda. Il est proche de Maxime Gorki dont il subit l'influence, surtout durant la seconde période de son activité, après 1905. Il rend visite à Gorki pendant le séjour de ce dernier sur l'île de Capri en 1907.
Il se marie avec la poétesse Glafire Einerling dont le pseudonyme était Galina Galina.
Goussev-Orenbourgski décrit ainsi ses tourments post-révolutionnaires : « Pendant trois ans, j'ai erré aux confins de la Russie dans le tourbillon de la guerre civile, j'ai vécu en Ukraine, avec les Allemands de Pavlo Skoropadsky, j'ai crevé de faim à Moscou l'année de la famine, j'ai été sur le front polonais, puis avec l'armée j'ai été en Ukraine, j'ai connu son essor puis son effondrement, j'ai survécu aux pogroms, aux bombardements de Kiev et de Rostov-sur-le-Don, j'ai vécu en Crimée, puis à Moscou peu avant la Nouvelle politique économique (NEP) (1921) ». Il explique sa décision de quitter la Russie pour les États-Unis d'Amérique pour des raisons de création littéraire et d'inspiration, mais il fait ce choix avec « l'amertume dans le cœur ». Il a été déçu par la révolution de 1905 et les faux espoirs qu'elle avait donnés, puis par celle de 1917. 
En 1921, il émigre en Chine à Harbin, puis, après deux ans, émigre en 1923 aux États-Unis et s'installe à New York. Il dirige la rédaction de la revue Jizn (1924-1925). Il garde des contacts épistolaires avec Gorki,. Il meurt le 1er juin 1963, à New York et, vu l'âge de sa mort (95 ans), il a été longtemps considéré comme le doyen des écrivains russes de l'émigration. 

## Les Pays des pères
Son grand roman documentaire Le Pays des pères lui vaut une place dans l'histoire de la littérature russe. C'est un tableau de la vie russe entre le XIXe siècle et le début du XXe : la situation tragique des paysans pressurés, le développement du capitalisme russe, les phénomènes avant-coureurs de la révolution. Il reprit le même sujet dans d'autres romans, puis passa à des idées modernistes qui l'éloignèrent du réalisme pour atteindre plus de romantisme.      

## Autres Œuvres
- Le livre des pogroms (ru) Багровая книга. Погромы 1919-20 гг. на Украине. — New-York: Ладога, 1983. — 270 pages.

## Parution de traductions en anglais
- The Land of the Fathers, (Novel), The Dial Press, NY, 1924.
- The Land of the Children, (Novel), Longmans, Green and Co, NY, 1928.